# Verzorgingsplaats De Keizer
Verzorgingsplaats De Keizer is een Nederlandse verzorgingsplaats, gelegen aan de oostzijde van A27 Breda-Almere tussen afritten 21 en 22 in de gemeente Altena.
Aan de andere kant van de snelweg ligt even verderop verzorgingsplaats Hank.
Richting Almere:
Kalix Berna · 
De Keizer · 
Blommendaal · 
De Knoest · 
Voordaan · 
Eemakker
Richting Breda:
't Veentje · 
Nijpoort · 
De Kroon · 
Scheiwijk · 
Hank · 
Galgeveld